# Akira Matsunaga
|  | Per a altres significats, vegeu «Akira Matsunaga (1948)». |

Akira Matsunaga (en japonès: 松永 行, Matsunaga Akira; Districte de Shida, Prefectura de Shizuoka, Imperi Japonès, 21 de setembre de 1914 - Guadalcanal, Illes Salomó Britàniques, 20 de gener de 1942) fou un futbolista japonès que disputà dos partits amb la selecció japonesa. Morí servint l'exèrcit del Japó durant la Campanya de Guadalcanal.